# ブリストル市立博物館・美術館

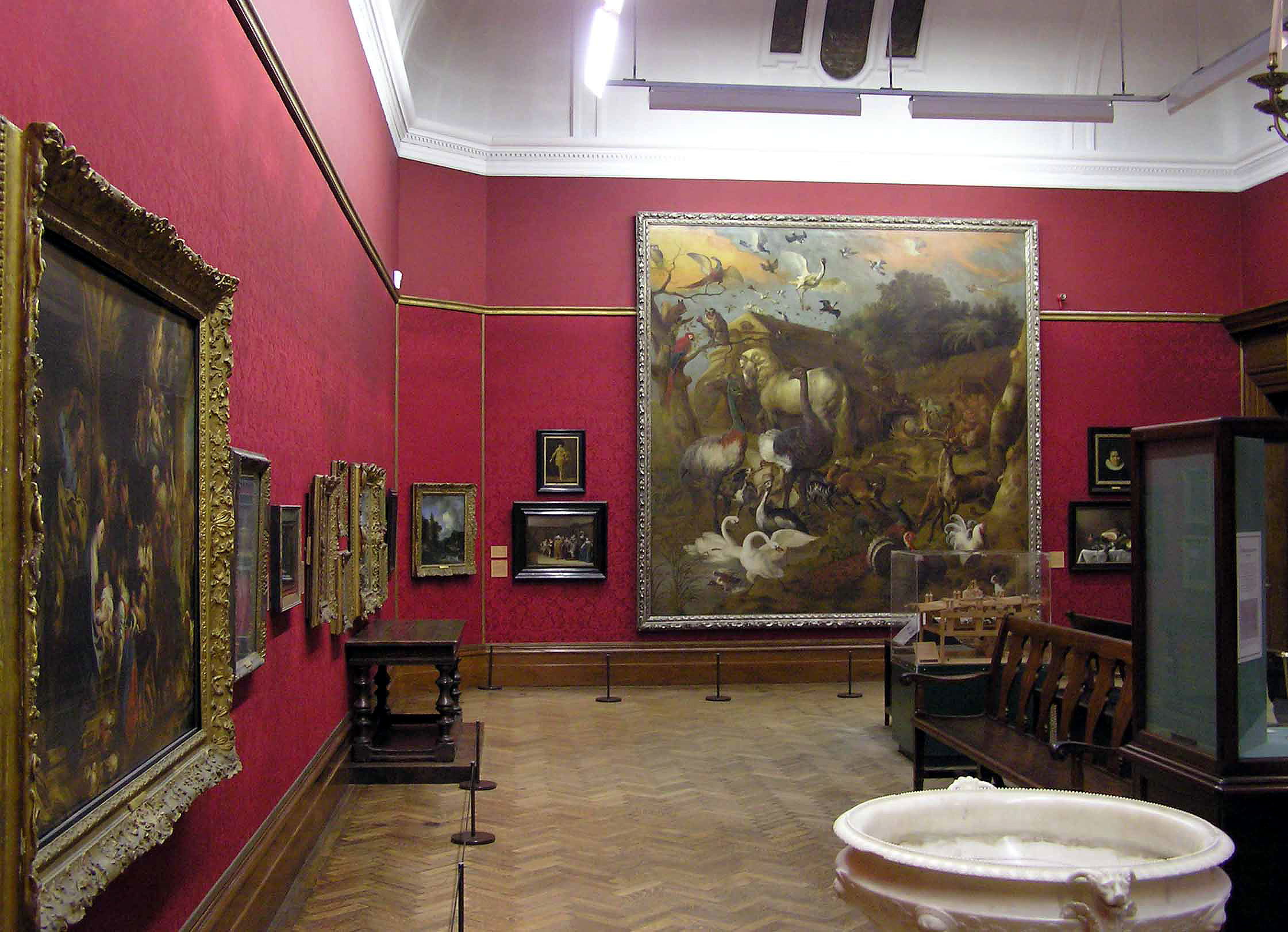
ブリストル美術館の展示室。4m四方の大作『ノアの箱船』は1710年ごろにオランダの画家ヤン・グリフィエールが描いたもの

ブリストル市立博物館・美術館（ブリストルしりつはくぶつかん びじゅつかん、Bristol City Museum and Art Gallery）は、イギリス西部の都市ブリストルにある美術館を併設した博物館である。

## 概要
最上階は美術ギャラリーになっており、ガラスのコレクションが展示されている。Max Schilerによって寄贈されたものである。
博物館は、ブリストルでタバコ貿易を営んでいたウィリアム・ウィリス男爵（en）によって建てられ、市に贈られた
。